# Maxine Waters
Maxine Waters, född 15 augusti 1938 i Saint Louis, Missouri, är en amerikansk demokratisk politiker. Hon är ledamot av USA:s representanthus sedan 1991.
Waters gick i skola i Vashon High School i Saint Louis. Hon flyttade sedan till Kalifornien och utexaminerades 1970 från Los Angeles State College (numera en del av California State University). Hon arbetade sedan som lärare. Hon var ledamot av California State Assembly, underhuset i delstatens lagstiftande församling, 1977-1991.
Kongressledamoten Augustus F. Hawkins kandiderade inte till omval i kongressvalet 1990. Waters vann valet och efterträdde Hawkins i representanthuset i januari 1991.
I samband med att flera paket med brevbomber skickades till offentliga personer i USA mottog Waters kontor två paket med rörbomber den 24 oktober 2018. Ingen skadades.
Sedan valet av president Trump 2016 har hon propagerat för att ställa honom inför riksrätt för att ha varit i maskopi med Rysslands president Putin som då skulle ha påverkat valet till Trumps fördel. Alla påståenden föll platt då den speciella utredaren Meuller kom med sin slutrapport i april 2019 som slog fast att det inte funnits några sådana olagliga kontakter.
Maxine har även fått mycket kritik efter att hon uppmanat demonstranter att bli ännu mera konfronterande om Derek Chauvin blir frikänd i det omtalade George Floyd rättegången.